# American University of Armenia
American University of Armenia (armeniska: Հայաստանի ամերիկյան համալսարան. Hayastani amerikyan hamalsaran) är ett privat universitet i Jerevan i Armenien. Undervisningen sker på engelska.
American University grundades 1991 av Armeniens allmänna välfärdsunion och University of California efter ett initiativ för samarbete efter Jordbävningen i Spitak 1988. Det utbildar till magisternivå inom nio områden och till kandidatnivå inom fyra områden.

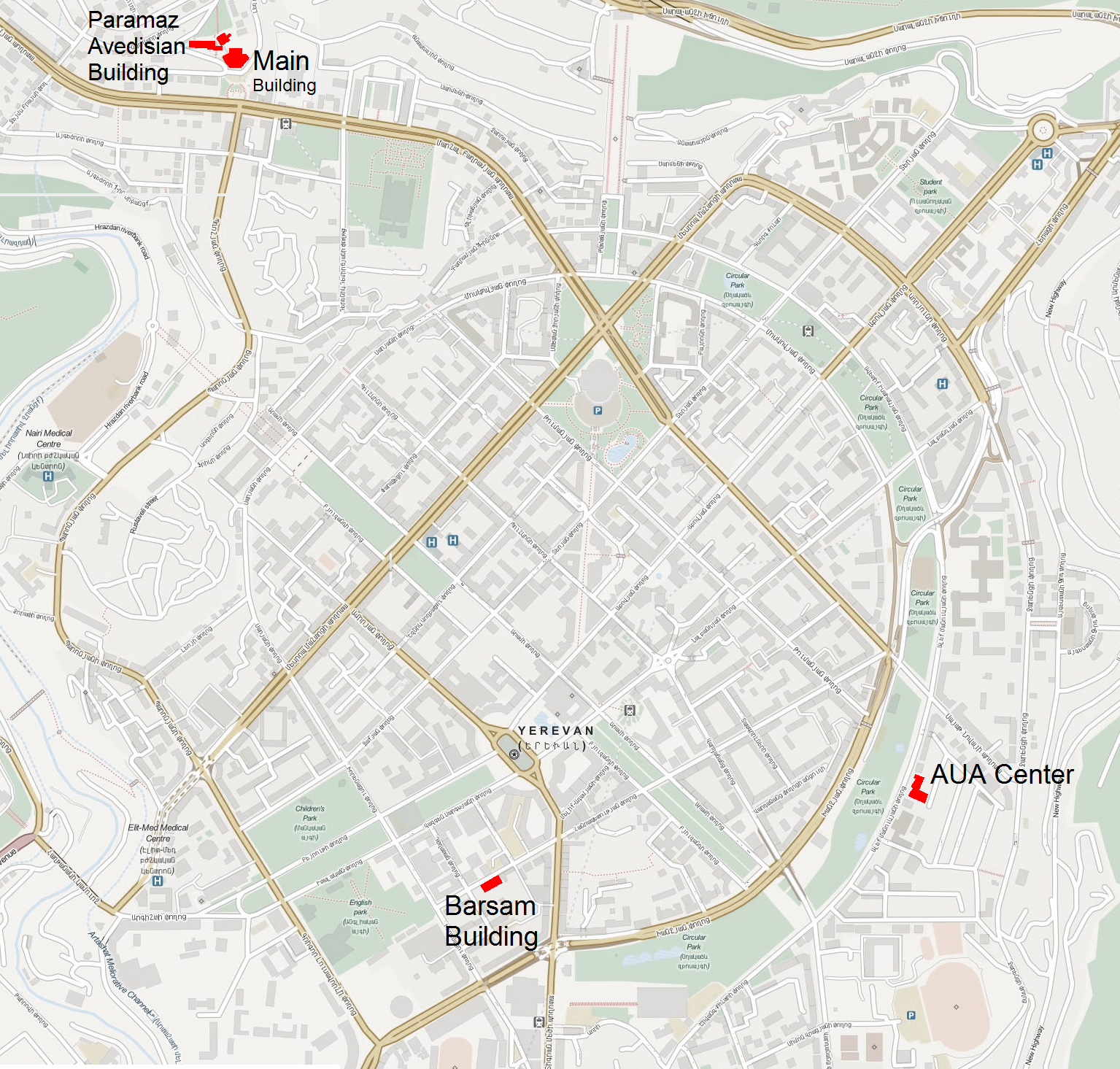
American University of Armenias lokaler i centrala Jerevan Yerevan

Universitetets två centrala byggnader ligger vid Marskalk Baghramianavenyn. Huvudbyggnaden inrymde tidigare kommunistpartiets centralkommittés utbildningsbyggnad. Det är en sexvåningsbyggnad som från början hade föreläsningssalar, auditorier, laboratorier, bibliotek och kontor. Efter färdigställandet 2008 av den andra centrala byggnaden, Paramaz Avedisianbyggnaden, har huvudbyggnaden använts för administration. Paramaz Avedisianbyggnaden ritades av Gagik Galstyanit.

## Bildgalleri

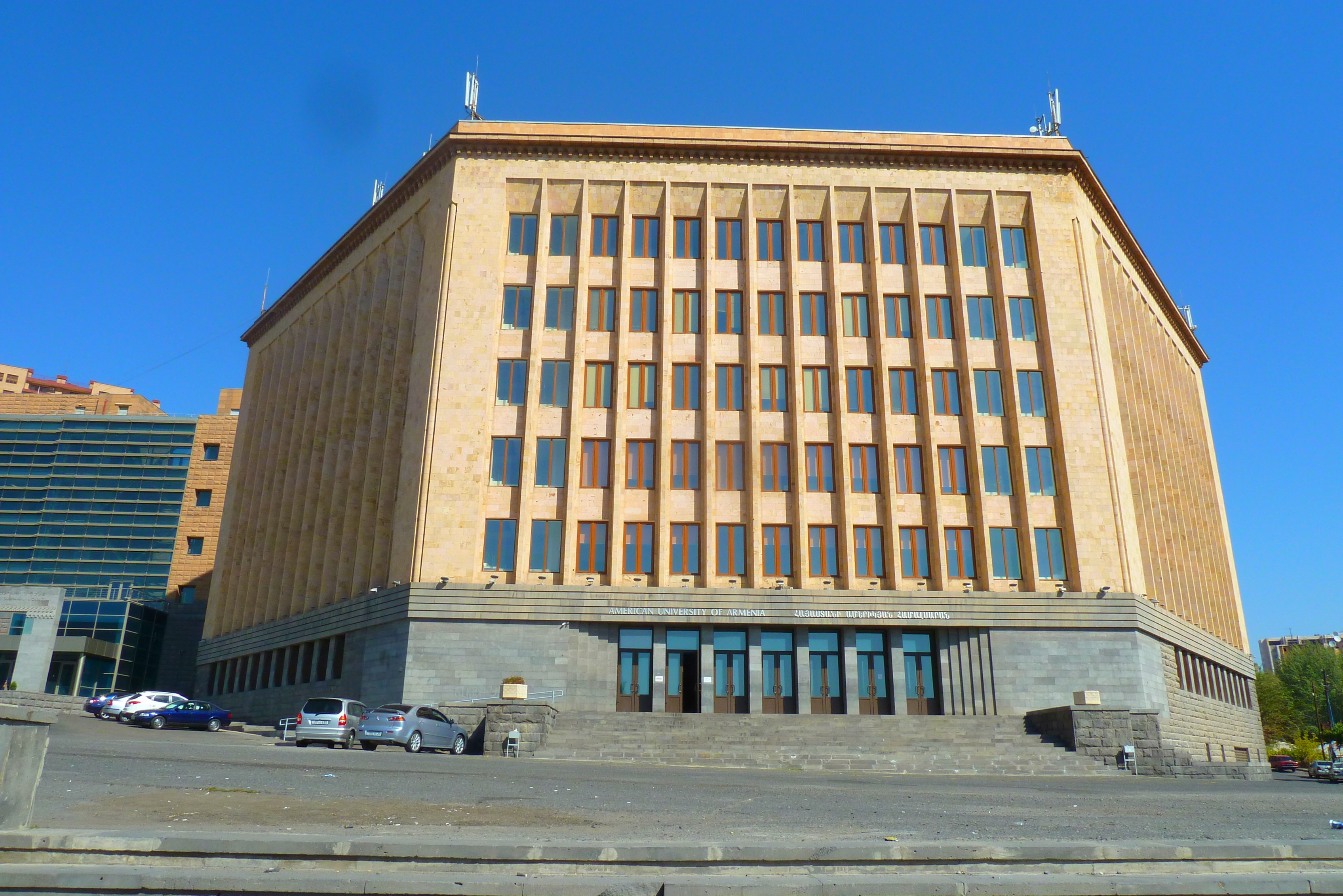
Huvudbyggnad
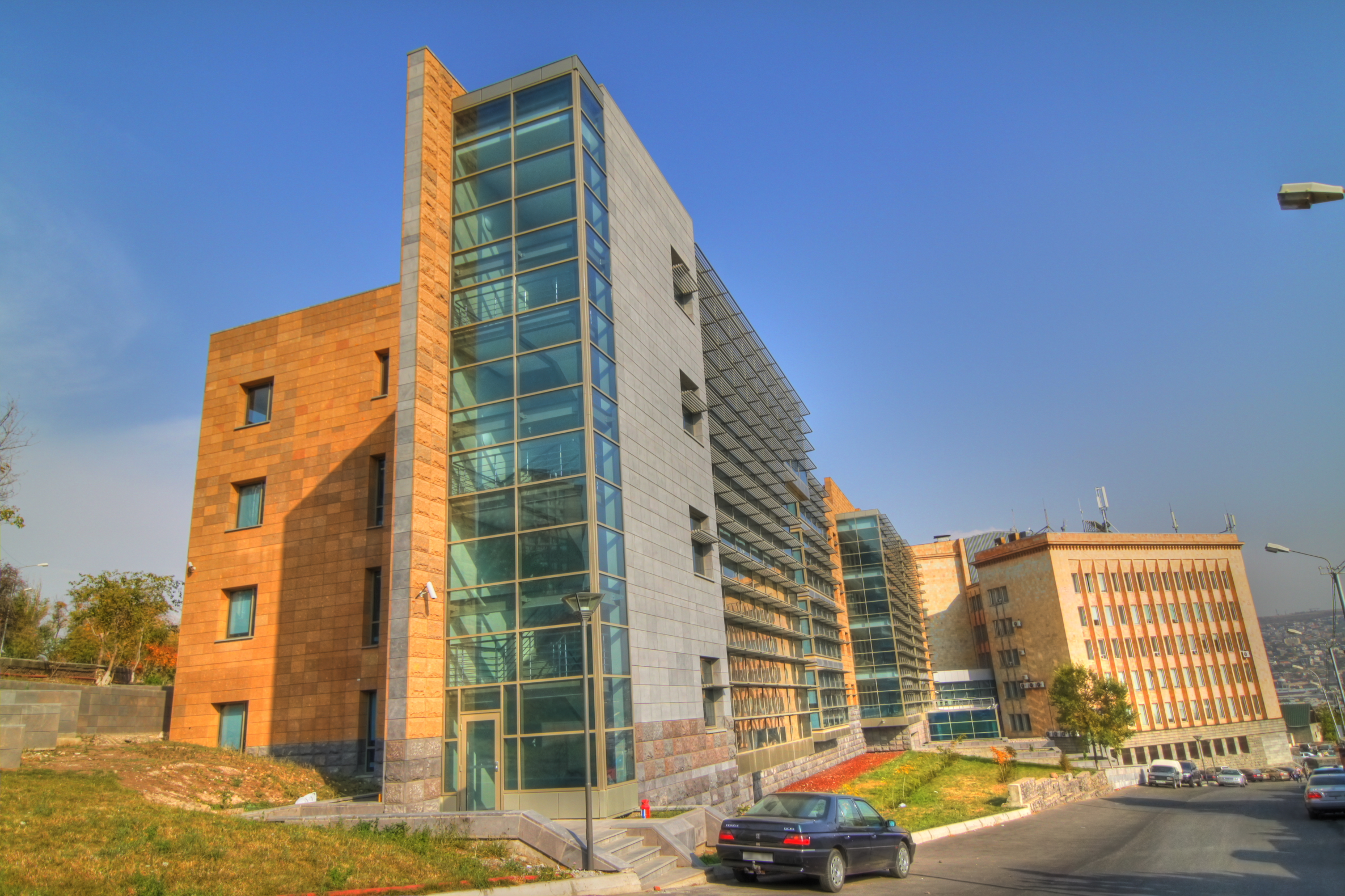
Paramaz Avedisianbyggnaden